# 川越観光自動車森林公園営業所
川越観光自動車森林公園営業所（かわごえかんこうじどうしゃしんりんこうえんえいぎょうしょ）は、埼玉県比企郡滑川町に所在する川越観光自動車の営業所。主に埼玉県東松山市近辺をエリアとしており、川越観光自動車の拠点となっている。東武バス川越営業所森林公園出張所を移管して開設された営業所である。

## 概要
川越観光自動車が新規に開設した路線を除き、高坂駅・東松山駅・森林公園駅・小川町駅発の路線は東武バス森林公園出張所より引き継いだ路線だが、このとき東松09が東武バスウエスト川越営業事務所へ移管された。北坂戸駅・坂戸駅・東毛呂駅・越生駅発の便は、東武バス坂戸出張所（現：東武バスウエスト坂戸営業所）より引き継いだ路線、北本駅発の路線は、東武バス菖蒲出張所（現：朝日自動車菖蒲営業所）より引き継いだ路線であり、ほとんどが2002年4月の森林公園営業所移管時に引き継いだ路線であるが、森林公園営業所開設前から運行していた路線の歴史については東松山営業所および川越営業所の記事を参照されたい。

## 沿革

### 東武バス森林公園出張所
- 1997年4月1日 - 川越営業所東松山出張所と熊谷営業所小川町出張所を統合し、熊谷営業所森林公園出張所として開設。
  - 開設に際して車庫の位置から小川町出張所管轄だった小01系統（小川町駅 - 熊谷駅線）と熊谷営業所管轄だった森01系統（森林公園駅 - 森林公園南口線）及び東松01系統（東松山駅 - 熊谷駅線）の森林公園出張所受け持ち分を2台に増車することで対等交換。
- 1998年9月 - 高02系統（高坂駅 - 高坂ニュータウン - なつめ公園線）を、なつめ公園発着から東京電機大学本館前・体育館発着へ延長。
- 1998年12月 - バス共通カード、森林公園出張所管内全路線にて取扱開始。
- 2000年4月1日 - 東松山市内循環バスを路線・車両ともに川越観光自動車へ移管。
- 2001年4月1日 - 熊谷営業所の閉所に伴い、川越営業所森林公園出張所に組織変更。また、熊谷営業所と共同運行であった東松01系統（東松山駅 - 熊谷駅線）は国際ハイヤー（現：国際十王交通）へ移管。農大三高関連の路線はスクールバス開設に伴い廃止。
- 2001年 - 新道開通に伴い東松07系統（東松山駅 - マイタウン循環線）の経路変更。
- 2001年6月 - 同出張所初のラッピングバス登場。
- 2002年3月31日 - 川越営業所森林公園出張所を閉所し、翌4月1日をもって川越観光自動車へ移管。

### 川越観光自動車森林公園営業所
- 2002年4月1日 - 川越観光自動車森林公園営業所が発足。同時に川越営業所と東松山営業所を統合。
  - 東武バス森林公園出張所全路線（一部は東武バスウエスト川越営業事務所へ移管）、及び東武バス坂戸出張所・菖蒲出張所の一部路線の移管を受ける。
- 2003年4月1日 - 和光市内循環バスを東武バスへ移管。
- 2003年4月1日 - 北本団地線を循環運転から折り返し運転に変更。
- 2003年9月30日 - 高01系統（高坂駅 - 鳩山ニュータウン線）にノンステップバスを定期運行開始。
- 2003年10月19日 - 東松山市街100円区間設定開始（東松山駅 - 上沼・六反町・松山神明町間）
- 2004年9月1日 - 桶川駅 - けやき団地 - 北里病院線開業。
- 2005年5月18日 - 高速バス 坂戸駅・川越駅 - 成田空港線開業。
- 2006年3月18日 - 埼玉医科大線を埼玉医科大保健医療学部へ延長。
- 2006年10月1日 - 上尾市内循環バス「ぐるっとくん」を東武バスへ移管。
- 2007年3月1日 - 小川町駅 - 白石車庫線をイーグルバスへ移管。
- 2008年4月30日 - 東毛呂駅 - 目白台循環線廃止。
- 2008年6月15日 - パークタウン五領折返場を操車場に改装。
- 2008年9月13日 - 管内一般路線バスにPASMOを導入。
- 2010年7月31日 - バス共通カードの取り扱いを終了。
- 2011年1月11日 - 高坂駅 - ピオニウォーク東松山線開業。
- 2014年3月20日 - 北本駅 - 衛生研究所 - 荒川荘線開業。
- 2019年3月31日 - 同日をもって東松山市街（東松山駅 - 上沼・六反町間）の100円運賃を廃止。
- 2022年1月17日 - 複数の系統において、特定区間の運賃を引き上げる[1]
- 2022年10月1日 - 北坂戸駅発着系統において、特定区間の運賃を引き上げる[2]
- 2024年9月24日 - 利用者が極端の少ない路線の維持が困難な状況に陥っていることから、3路線に対して大幅に運行本数を削減するダイヤ改正を行う[3]と共に、国際十王交通東松山駅 - 熊谷駅線に参入して共同運行を開始[4]。
- 2025年3月30日 - 北本駅 - 衛生研究所 - 荒川荘線を廃止[5]

## 所在地
埼玉県比企郡滑川町大字羽尾3897-3
- 東武東上線森林公園駅前に位置するが、森林公園駅発のかつての東武バス路線のうち、川越観光自動車が継承したのは1路線のみで、それ以外の路線は国際十王交通熊谷営業所が継承した（その他、グループ外企業が新規開業した路線がある）。また運行エリアからやや北に離れた場所に位置している。これは元々、東武バス時代に東松山駅前に車庫があったものを森林公園駅前へ移転したが、路線の管轄調整は一部を除いて行われなかったためである。

### その他施設
休憩施設（詰所有）
- 入西団地
- 鳩山ニュータウン
- 東京電機大学（東京電機大学スクールバス車庫内）
- パークタウン五領（2008年6月新設）- 東松山駅前に駐車機能が無くなったため、パークタウン五領発着以外にも東松山市内循環バスなども含む、東松山地区の中継基地として機能している。
- 免許センター（免許センター駐車場内）- 東武バスウエスト・朝日自動車と共用
- 小川町駅（旧東武バス小川町出張所跡地）- 国際十王交通・イーグルバスと共用
- 東毛呂駅（東毛呂駅バス停前、東武越生線東毛呂駅跨線橋の下にある）
- 大橋 - 2019年1月31日の鳩山町営バス延伸に合わせ、従来から使用していたSA-01の終点折り返し施設の入口付近に鳩山町の「大橋バス待合所」と詰所が一体化した建物を設置[6]。
- 坂戸ニューシティにっさい入口 - 数台停車できる規模の操車場と事務所規模の建物が設置されている。
- 北本団地

折り返し施設（詰所無）
- 北里メディカルセンター病院 - 隣接する北本市自然観察公園駐車場の一角に専用駐車スペースがある。
- 石戸蒲ザクラ入口 - 終点地に専用の土地が確保されており、折返し・待機施設として使用する。
- 黒山 - 降車場から直進し、突き当たりを左折して少し進んだ左側に折り返し待機用の土地がある。
- 小川パークヒル - 折り返し待機場内で乗客の乗降も行っており、屋根ベンチ付きののりばが設けられている。
- 熊谷駅（正面口ロータリー内パスプール） - 国際十王交通KM-11・12系統の共同運行開始に伴い共用開始。

## 乗車券販売所

### 定期券販売所
- 全路線の定期乗車券を取り扱っているのは川越観光自動車森林公園営業所窓口のみである。それ以外の定期券販売所は販売所の最寄り路線のみの発行となる。
- 2020年11月16日より、森林公園営業所窓口での発行に限りクレジットカード（東武カード、VISA、Master、JCB、アメリカン・エキスプレス、ダイナースクラブ）で定期券が購入できるようになった。

全路線の各種乗車券・定期券発行
- 森林公園駅北口：川越観光自動車森林公園営業所

最寄り路線の定期券のみ発行
- 坂戸駅南口：トラベルサービス坂戸（坂戸駅東上線定期券売場）
- 高坂駅西口：明光義塾 高坂教室（プラザSビル2F）
- 東松山駅：東松山バス定期券うりば
- 小川町駅：小川町観光案内所・移住サポートセンター「むすびめ」
  - 小川町駅前：豆腐＆おからスイーツ専門店 三代目清水屋
- 越生駅前：横川商店
- 桶川駅西口：ひまわり堂（桶川マイン1階）
- 北本駅西口：伊藤商店（自転車預かり）
- 北本駅東口：春乃家（自転車預かり）
- 鴻巣駅東口：鈴木自転車パーキング

### 高速バス乗車券販売所
- 川越観光自動車 森林公園営業所
- 東武バスウエスト 川越営業事務所
- 東松山 バス定期券うりば
- 東武トップツアーズ 川越支店・坂戸支店
- H.I.S. アトレマルヒロ川越営業所
- JTB 川越クレアモール店
- コンビニ端末　　　　　　　　　　　　　　　
  - セブンイレブン
  - ローソン
  - ファミリーマート

## 高速バス
- 坂戸・川越 - 成田空港線

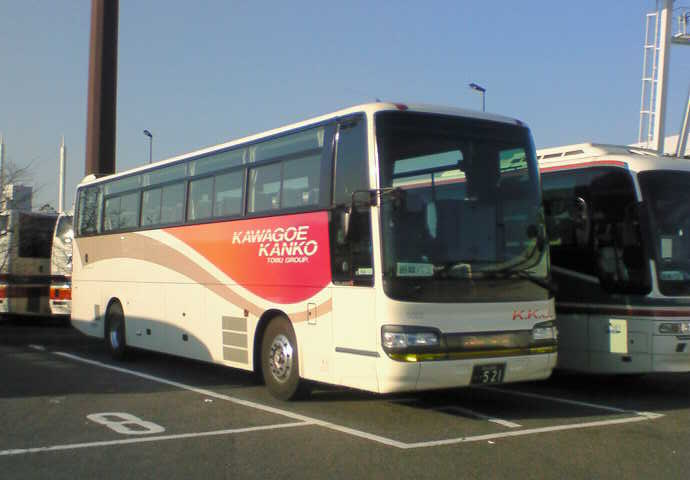
坂戸・川越 - 成田空港線 川越観光自動車 5002号車

  - 2005年5月より運行開始。当初は千葉交通と川越観光の2往復ずつの4往復ずつで設定されていたが、改正のたびに増便され、2006年7月には東武バスウエストが参入し、3社6往復運行体制になった。
  - 2016年4月22日から森林公園駅まで一部の便が延長。
  - コロナ禍の影響による全便運休を経て、2023年以降は川越観光自動車のみで3往復を運行しており、東武バスウエストと千葉交通は実際には運行していない。

- 尾瀬号
  - 川越駅西口 - 沼田インター入口（土橋） - 吹割の滝 - 花咲入口（切通し） - 鎌田（関越交通鎌田営業所） - 土出温泉 - 尾瀬戸倉 - 大清水
  - 尾瀬方面への夏季限定運行路線。関越交通の路線のうち、川越駅始発・終着1往復（関越交通はバスタ新宿発着）を2022年・2023年は1往復担当していた。2024年は関越交通の案内によれば、川越観光自動車担当の運行はない[7]。

## 一般路線
- 開設・移管時期の表記なき路線は、2002年4月1日に東武バスから移管された路線。
- 系統番号は、公式サイトの定期運賃案内に記載されているものを記載[8]（公式サイトの路線図に書かれている表記とは異なる）。

### 系統番号の表示について
各路線の系統番号は、路線別の定期運賃表でそれぞれ確認可能。
比較的路線の多い高坂駅（高xx）、森林公園駅（森xx）、小川町駅（小xx）発着の路線は東武バスから引き継いだ系統番号を、東松山駅（HM-xx）と北本駅（KI-xx）発着の路線は川越観光自動車への移管以降に付番した系統番号を、車両の行先表示器に表示（ただし後部表示器には表記無し）していた。また、川越観光自動車が新設した路線にも系統番号を新規に付番している。それ以外の路線は行先のみの表示だが内部的には系統番号が付番されており、東武バスの系統番号を引き継いだ路線でも、後に新しい系統番号が付番された。
川越観光自動車の系統番号は、地名記号と数字の間にハイフンが入る（行先表示器での表示は改行に置き換え）。一方、同グループの朝日自動車・国際十王交通でも同じ付番ルールを採用するが、ハイフンは入らず、特に国際十王交通と共同運行している熊谷駅 - 東松山線でも同様（川越観光：KM-11、国際十王：KM11）となっている。

### 坂戸駅発着

#### 坂戸駅 - 大橋方面
- SA-01：坂戸駅北口 - 今宿 - 鳩山町役場前 - 大橋
  - 終点「大橋」バス停には鳩山町営路線バスが停車するため、高坂駅・越生駅方面に乗り継ぎできる。

路線沿革
- かつては坂戸駅 - 田中 - 西平（比企郡ときがわ町）間で運行されていた路線が、1980年前後に大橋以遠が部分廃止され残ったものである。田中・西平方面へは他にも東松山駅・小川町駅・越生駅からも運行されていたが、1985年頃までに全て廃止され、現在はときがわ町が廃止代替バス（ときがわ町路線バス）としてイーグルバスに委託運行している。東武バス時代は坂戸出張所管轄で「坂01」の系統番号で1時間1本程度運行されていたが、現在は1時間2本程度となっている。

### 北坂戸駅発着

#### 北坂戸駅 - 入西団地循環
- KS-01：北坂戸駅西口 - 入西団地循環 - 北坂戸駅西口
- KS-02：北坂戸駅西口 - 入西団地循環 - 坂戸ニューシティにっさい入口
  - 北坂戸駅から坂戸ニューシティにっさい団地内を、反時計回りに一周して北坂戸駅に戻る、P字型の循環路線である。

路線沿革
- 東武バス坂戸出張所が1997年4月1日から北坂戸01：北坂戸駅-坂戸ニューシティにっさい（現在の入西団地バス停）間で開設した路線で、現在のような環状運転ではなかった。2001年の循環線化に伴うルート変更による増車で川越観光自動車と東武バスの共同運行となったが、2002年3月31日をもって東武バスは撤退。翌日4月1日から川越観光自動車の単独運行となった。東武バスの系統番号は「北坂戸01」だったが、川越観光自動車は当初は系統番号が無かった。
- 2022年3月7日より平日23:24発、23:55発が深夜バス設定となった[9]。

### 高坂駅発着
高坂駅では、西口・東口双方に路線を有する。

#### 高坂駅 - 鳩山ニュータウン方面
- TA-01：高坂駅西口 - こども動物自然公園 - 鳩山ニュータウン
- TA-02：高坂駅西口 - こども動物自然公園 - 鳩山高校 - 鳩山ニュータウン
- TA-03：高坂駅西口 - こども動物自然公園 - 山村短大タワー - 鳩山ニュータウン
  - 「鳩山高校経由」は鳩山高校の通学時間帯（鳩山ニュータウンゆきは平日7～8時台に5本、高坂駅ゆきは15～16時台に2本）のみ運転され鳩山高校敷地内に乗り入れる。同様に「山村短大タワー経由」は山村学園短期大学の通学時間帯（鳩山ニュータウンゆきは平日8時台2本、高坂駅ゆきは14時台と16時台に1本ずつ）運転され、山村学園短期大学敷地内に乗り入れる。経路上、両方を同時に経由することも物理的に可能だが、混雑分散の意図もあり、設定されていない。
  - こども動物自然公園発着の臨時便は大型連休（ゴールデンウィーク等）など動物公園の多客シーズンのみ運行される。

路線沿革
- かつては東武バス東松山出張所が東松山駅-高坂駅(東口)-岩殿山間（東松山駅発着は入出庫便で一部のみ）に運行していた路線を1974年の鳩山ニュータウンの分譲開始にあわせて延長したものである。岩殿山というバス停は現在は無く、東松山市岩殿地区の弁天沼（鳴かずの池）付近にあった。東松山駅発着便もわずかな本数ながら東松09の系統番号で東松山駅-高坂駅-鳩山ニュータウン間で運行されたが、2002年4月の森林公園営業所の川越観光への移管で系統分断され、東松山駅-高坂駅間は東武バスウエスト川越営業事務所へ管轄替えとなりその後廃止された。
- 1977年に開設された東京電機大学鳩山キャンパスへ行く便も1980年年代まで設定されていた。東京電機大学へは現在高02系統が乗り入れるが、当時は高坂ニュータウンが開発される前で高坂駅方面に直行出来る道路がなく鳩山ニュータウン経由で運行されていたため所要時間は25分程度かかっていた（現在はTA12系統の白山台郵便局経由便で約7分）。当時の東京電機大学バス停は現在の東京電機大学体育館前バス停の場所。
- 2003年9月30日ダイヤ改正より、川越観光自動車で初めてノンステップバスの定期運行が開始された。なお、ノンステップバスは当初、東武バスが2001年度から運行開始する予定だったが、その後川越観光自動車への移管が急遽決定した事によって中止となっている。[10]
- 2006年12月11日ダイヤ改正より「にっさい花みず木」へ日中の一部の便が延伸されたが、定着せず2018年9月30日をもって廃止された。
- 2022年12月5日ダイヤ改正より高01からTA01～TA03に系統番号変更。

#### 高坂駅 - 高坂ニュータウン - 東京電機大学方面
- TA-11：高坂駅西口 - 桜山台 - 東京電機大学本館前
- TA-12：高坂駅西口 - 白山台郵便局 - 東京電機大学本館前
  - 「桜山台経由」は白山台郵便局経由便では通らない桜山小学校・桜山台・虹の橋の各バス停を経由していくルートで、白山台郵便局バス停は通らない。ほぼ1日を通して運行されるが、白山台郵便局経由便が運行される時間帯は本数が少なくなる。
  - 「白山台郵便局経由」は高坂駅と東京電機大学を最短距離で結ぶルートで、全線の所要時間は約7分と東京電機大学のスクールバスと同等となっている。高坂駅発は朝を中心に運行、東京電機大学発は16時以降の時間帯に運行される。

路線沿革
- 1984年の高坂ニュータウンの分譲開始にあわせて東武バス東松山出張所が「高坂ニュータウン循環」として開設した路線で、その後高坂ニュータウン開発の進展にあわせてなつめ公園の隣に折返し場を設け、なつめ公園行きを新設。1991年にはなつめ公園発着便が中心の運用となり、高坂ニュータウン循環は朝ラッシュ時間帯に増発的に運行するだけとなった。1989年11月11日から深夜バス運行開始。1998年に東京電機大学への路線延長にあわせて系統も変更され、従来のなつめ公園発着便は桜山台経由と改称、なつめ公園バス停と折返し場は廃止とし、手前の信号を右折して東京電機大学へ向かうようになる。新たに最短距離で結ぶ白山台郵便局経由が新設され、白山台郵便局と旗立台南バス停が新設された。
- 2014年の関東大雪の際には東京電機大学の坂が登れなくなり、1つ手前の旗立台で打ち切りとし、高坂駅～旗立台～桜山台～高坂駅の環状運転を行った。
- 2018年4月1日ダイヤ改正で「高坂ニュータウン循環」が廃止、全便が東京電機大学発着となる。高坂駅を発車して10分で戻ってくる短距離路線であった。
- 2018年9月30日をもって東京電機大学本館前-東京電機大学体育館間(1区間)が廃止。体育館発着便は夕方1本のみ設定されていた。
- 2022年12月5日ダイヤ改正より高02からTA11～TA12に系統番号変更。

#### 高坂駅 - ピオニウォーク東松山方面
- TA-21：高坂駅東口 - 高坂郵便局前 - ピオニウォーク東松山
  - 大型ショッピングセンター「ピオニウォーク東松山」の営業時間帯とその前後に運行される。1km程度の短距離路線であるが、中間に高坂郵便局前バス停が設置されている。

路線沿革
- 2010年(平成22年)3月、埼玉県東松山市に開業した大型ショッピングセンター「ピオニウォーク東松山」の開業に合わせ、高坂駅東口 - ピオニウォーク東松山間で無料シャトルバスが平成23年1月の路線化まで運行された。このシャトルバスは貸切扱いにより運行を行っていたが、写真のとおり専用バス停が用意されていた。これは川越観光自動車の通常仕様のバス停と異なり、ピオニウォーク東松山のロゴ使用規定に沿ったデザインで作られていた。また車両の行先表示器には「［貸切］ピオニウォーク」と表示されていた。
- 2011年1月11日、一般路線化。これに伴い、バス停は川越観光自動車の通常仕様に変更されたほか、バス停名も「ピオニウォーク」から「ピオニウォーク東松山」と施設の正式名称に変更された。
  - 前身が無料シャトルバスであったことから、一般路線の初乗り運賃より低額（一般路線化した当初は100円、2023年8月10日より150円に改定[11]）の運賃設定となっているほか、当系統の定期券は発行されておらず、共通学生フリー定期券なども利用できない。
- 2022年12月5日、ダイヤ改正により高03からTA21に系統番号変更。

### 東松山駅発着
東松山駅東口公共交通用ロータリー発着路線群。

#### 東松山駅 - マイタウン循環
- HM-01：東松山駅東口 → 市民病院東 → マイタウン中央 → 東平 → 東松山駅東口
- HM-02：市民病院東 → マイタウン中央 → 東平 → 東松山駅東口（平日の朝のみ運転）
- HM-03：東松山駅東口 → 市民病院東 → マイタウン中央 → 市民病院前（夜2本のみ）
  - 東松山駅から東松山マイタウン内を内回りに一周して東松山駅に戻るP字型の循環線である。

路線沿革
- 東松山マイタウン分譲終了後の1991年に東武バス東松山出張所が開設した比較的新しい路線で、2001年にバイパス道路開通に伴い、加美町 - 市営住宅間のルートが変更され、新たに市民病院前（現:市民病院東）バス停が新設され、東松山市民病院に最も近いバス停となった。
- 2019年4月1日ダイヤ改正から系統番号を東松07系統からHM-01,HM-02,HM-03系統に変更。

#### 東松山駅 - 鴻巣駅 - 免許センター方面
- HM-11：東松山駅東口→いちごの里よしみ→鴻巣駅東口→鴻巣免許センター
- HM-12：鴻巣免許センター→鴻巣駅西口→いちごの里よしみ→東松山駅東口
- HM-13：東松山駅東口 - いちごの里よしみ - 鴻巣駅西口

路線沿革
- 元々、東武バス東松山出張所が東松山駅 - 鴻巣車庫間で運行していた路線で、1989年の埼玉県免許センター開設に伴い、免許センターへ延長されたものである。2007年4月9日のダイヤ改正により、東松山駅→比企吉見農協ゆきは廃止となり、比企吉見農協→東松山駅ゆきは、6時台に1便のみの運行となった。一方、東松山駅 - 鴻巣駅の区間便も新設され、運行回数が増加した。また鴻巣駅ゆき新設に伴い、従来平日の東松山駅発鴻巣方面の終車は20:50発であったが、新たに21:17発と22:03発（いずれも鴻巣駅ゆき）が設定された。さらに2008年6月14日の改正では、終車の延長が行われ、平日の鴻巣方面は22:11発が終車、鴻巣駅発に至っては22:54発東松山駅ゆきまでに延長されている。2014年11月4日からは鴻巣駅の発着に関して変更が行われ、これまでの鴻巣駅東口は免許センター行き片道のみの経由となり、免許センター発東松山駅行き及び鴻巣駅折り返し便は鴻巣駅西口を発着するようにルートが変更され（鴻巣市内及び吉見町内の一部ルートを共有する東武バス川越駅線も同様の変更が実施された）、同時に比企吉見農協始発が消滅している。なお、比企吉見農協停留所は、2020年2月8日より「いちごの里よしみ」に改称した（その他2つの停留所名も変更）。
- 2019年4月1日ダイヤ改正から系統番号を東松02系統からHM-11,HM-12,HM-13系統に変更。

#### 東松山駅 - パークタウン五領方面
- HM-21：東松山駅東口 - 市民文化センター - パークタウン五領
  - パークタウン五領折返し場は2008年6月より単なる折返し場から操車場として改造され、川越観光自動車の東松山駅発着便の休憩基地となっている。

路線沿革
- 1983年の公団パークタウン五領団地の分譲開始に合わせて東武バス東松山出張所が開設した路線で比較的短距離を走る。東武バス時代は1時間1-3本程度と本数が少なかったが、2003年10月ダイヤ改正で大幅増便された。
- 2019年4月1日ダイヤ改正から系統番号を東松10系統からHM-21系統に変更。

### 森林公園駅発着
森林公園駅の北口を発着する路線。

#### 森林公園駅 - 森林公園南口方面
- SN-01：森林公園駅北口 - （直通） - 森林公園南口
  - 土・日・祝日の武蔵丘陵森林公園の開園時間のみに運転され、オンシーズンとオフシーズンで運行本数を変動させる特殊な路線である。また、森林公園が休園の場合は、土休日であっても運休となる。またこの系統の定期券は発行されていない。

路線沿革
- 1974年7月の武蔵丘陵森林公園開園にあわせて開設された路線である。当初、当路線などの区間便を含む森林公園駅 - 森林公園西口 - 熊谷駅間の系統は森林公園駅開業以前の東松山駅 - 滑川経由 - 熊谷駅線がベースだった名残りで全て系統番号が東松05だったが、1997年頃から順次、森xx系統に変更され、立正大学 - 熊谷駅は熊xx系統に編入された。また東武バス森林公園出張所開設以前の森林公園駅発着系統は全て東武バス熊谷営業所が担当していたが、森01のみは、1997年4月の森林公園出張所開設時に車庫の位置から小川町出張所が担当していた小01系統（小川町駅 - 熊谷駅／現：国際十王交通運行）と路線交換され、森林公園出張所に管轄替えされた路線である。2010年4月9日までは平日（オールシーズン1-3本）も運行していた。
- 2011年2月11日から2020年11月30日までの間、一部便がなめがわ森林スパ経由となっていた（同年9月10日よりなめがわ温泉花和楽の湯に改称）。2019年頃、なめがわ温泉花和楽の湯が長期間休業し再開の見込みが無かったため、2020年12月1日のダイヤ改正にて、なめがわ温泉経由便はゼロとなった。その後、なめがわ温泉花和楽の湯は閉鎖され2022年9月にグランピングテルマー湯滑川店として営業を再開したが、本系統については旧なめがわ温泉経由は復活せず、引き続き森林公園直行便のみが運行されている。

### 小川町駅発着

#### 小川町駅 - 小川パークヒル方面
- OG-01：小川町駅 - 本町 - 伝統工芸館前 - 小川パークヒル
- OG-02：小川町駅 - 小川赤十字病院 - 伝統工芸館前 - 小川パークヒル
- [臨時]：小川町駅 - 本町 - 伝統工芸館前

路線沿革
- 1981年の小川パークヒル分譲開始にあわせて東武バス小川町出張所が開設した路線である。旧系統番号小07
- 2017年3月25日より小川赤十字病院経由の運行開始

#### 小川町駅 - みどりが丘循環
- OG-11：小川町駅 - みどりが丘循環 - 小川町駅
- OG-12：小川町駅→みどりが丘三丁目入口
- OG-13：みどりが丘五丁目→小川町駅
  - みどりが丘団地内をP字型に一周する循環線である。

路線沿革
- 1989年の小川みどりが丘団地の分譲開始に合わせ、東武バス小川町出張所が開設した路線である。旧系統番号小03

### 東毛呂駅発着

#### 東毛呂駅 - 埼玉医大 - 埼玉医大保健医療学部方面
- HI-01：東毛呂駅 - 埼玉医大
- HI-02：東毛呂駅 - 埼玉医大 - 埼玉医大保健医療学部

路線沿革
- 1999年9月11日に川越観光自動車が開設した路線である。2006年3月22日ダイヤ改正により埼玉医大保健医療学部へ路線延長し、翌年3月1日に埼玉医大国際医療センター停留所が新設され、4月1日に埼玉医大（毛呂山病院）を経由しない便(直通)が新設された。
- 直通系統は、埼玉医大入口から埼玉医大保健医療学部までの途中停留所にも停車する。
- かつて、平日の埼玉医大保健医療学部発1本のみ埼玉医大国際医療センターと埼玉医大入口のみ停車する「急行」が存在した。
- 2022年12月5日のダイヤ改正により、直通系統を廃止。

### 越生駅発着

#### 越生駅 - 黒山方面
- OS-01：越生駅 - 梅林入口 - 黒山
- OS-02：越生駅 - ニューサンピア埼玉おごせ- 梅林入口 - 黒山
- OS-03：黒山→ニューサンピア埼玉おごせ（1日1本）
- OS-04：ニューサンピア埼玉おごせ→越生駅（1日1本）
- OS-05[臨時]：（直通）越生駅 - 梅林入口 ※ 越生梅林のシーズン臨時便
  - 全日共通のダイヤで越生駅発1日7本、黒山発1日7本が運行される。ほとんどの便はOS02系統で運行されており、OS01系統は黒山発の始バスと越生駅発の終バスのみである。
  - 梅林シーズンには東武バスと臨時便を共同運行していたが、後に東武バスは撤退（時期不明）。

路線沿革
- 越生梅林へは東武鉄道が川越地区でバス事業を開始した1934年から路線が存在し、川越駅から越生梅林へ直通する路線なども存在した。近年は東武バス越生出張所→東武バス坂戸出張所→川越観光自動車東松山営業所→川越観光自動車森林公園営業所と管轄が変わっていった。1998年4月1日に東武バスから移管された初期移管路線の1つで、川越観光東松山営業所時代に越生01の系統番号がついていたが方向幕のLED改造時にこの路線の系統番号は消滅していたが、新たにOS01～04系統となった。

### 桶川駅発着

#### 桶川駅 - けやき団地 - 北里大学メディカルセンター方面
- OK-51：桶川駅西口 - けやき団地
- OK-52：桶川駅西口 - けやき団地 - 北里大学メディカルセンター
  - 桶川駅 - けやき団地発着便が本数の7割を占めており、その先北里大学メディカルセンターまでは毎時1本程度となる。
  - ルートの都合上、けやき団地・けやき団地北バス停は両方向同じバス停を使用する。

路線沿革
- 2004年9月1日開業。開業当初は現在のけやき団地北バス停がけやき団地バス停となっていたほか（現在のけやき団地バス停は未開設）、三菱マテリアル前（日立金属前を経て、現在の泉二丁目西） - 上日出谷原公園東間は斎藤学院（現在は閉校）経由の短絡ルートであった。
  - ルート変更により、上日出谷原公園東バス停が斎藤学院入口バス停に名称変更されていたが、閉校により現在は元のバス停名に戻されている。

### 北本駅発着
北本駅では東口・西口双方に路線を有する。

#### 北本駅 - ワコーレ北本・桶川工業団地循環
- KI-01：北本駅東口→ワコーレ北本→赤堀二丁目→北本駅東口（桶川工業団地循環） ※ 平日朝夕のみ
- KI-02：北本駅東口→ワコーレ北本→北本駅東口（ワコーレ北本循環）
  - ワコーレ北本を最奥に時計回りにまわる循環線と、さらに桶川工業団地を反時計回りにまわる循環線を合わせた∞型の路線である。現在は全便北本高校先回りとなっている。なお、全区間が高崎線の東側となる路線は川越観光自動車で唯一の存在である。

路線沿革
- 東武バス菖蒲出張所が1995年5月15日に開設した路線だが、1998年4月1日をもって川越観光自動車に移管された。当初、北本駅から少し離れた狭い道路から発着していたが、東口駅前広場の開設に伴い駅前からの発着となった。また川越観光自動車東松山営業所管轄時代は北03（北本駅-富士重工）・北04（北本駅-桶川工業団地）の系統番号があったが、方向幕のLED改造時にこの路線の系統番号は消滅している。
- 利用者減、2024年働き方改革、運転手不足等に伴い本数維持が困難となり、2024年9月24日の改正で減便。特にKI-01は、平日のみ朝夕2本ずつ（1日4本）／土休日0本と大幅削減された[12]。

#### 北本駅 - 北里メディカルセンター病院 - 石戸蒲ザクラ入口方面
- KI-11：北本駅西口 - チサン第三団地 - 北里大学メディカルセンター
- KI-13：北本駅西口 - チサン第三団地 - 北里大学メディカルセンター - 石戸蒲ザクラ入口
  - ほとんどはチサン第三団地経由の北里大学メディカルセンター発着となっている。また石戸宿経由は朝夕の一部のみの運行となる。
  - KI-13のメディカルセンター-石戸蒲ザクラ間は、KI-12の北本駅方面や桶川駅方面と1停留所逆走して、石戸蒲へ至る経路となっており、この石戸蒲三丁目停留所には、北本駅行きが両方向発着する形となっている。

路線沿革
- 1999年4月に川越観光自動車が開設した路線である。当初は石戸蒲ザクラ入口行きは無く、北里研究所（生物製剤研究所、現第一三共バイオテック）行きが設定されていた（変更時期不明）。
- 2019年4月1日ダイヤ改正から系統番号をKI-11,KI-12,KI-13系統に設定。
- 利用者減、2024年働き方改革、運転手不足等に伴い本数維持が困難となり、2024年9月24日の改正で一部減便。それに伴い、KI-12は平日のみ両方向1本ずつ（朝北里発、夜北本駅発。土休日0）となる[3]。なお、KI-12は殆どの停留所がKI-11・13またはけやき団地経由桶川駅の路線が重複しており、特に影響が大きい単独停留所は2ヶ所である[13]。
- 2025年3月31日を以て、KI-12を廃止[14]予定[15]。

#### 北本駅 - 北本団地方面
- KI-21：北本駅西口 - 北本団地
- KI-22：（北本団地循環） ※ 以下系統どちらも同じ系統番号[16]
  - 北本駅西口 → 北本団地先回り → 北本駅西口（朝全便）
  - 北本駅西口 → 南小学校入口先回り → 北本駅西口（夜以降の時間帯のみ）

路線沿革
- 東武バス菖蒲出張所から2002年4月に移管された路線で、東武バス時代は北02の系統番号であった。移管当初、循環線（北本駅 - 小学校前 - 団地東 - 北本駅）で運行され、大型車専用で運行されたが、2003年に小学校前を北本団地便の折り返し場として現在の運行方式となり、中型車化の上で大幅増便された。また、同時に運賃が先払い方式から後払い方式に変更され、途中にもバス停が増設された。なお、2010年5月から夜間の便については「南小学校入口先回り」の循環路線に、2019年4月からは朝8時台前半までの便も「北本団地先回り」の循環路線とされた。
- 2019年4月1日ダイヤ改正から系統番号をKI-21,KI-22系統に設定。

## コミュニティバス

### 鳩山町営路線バス
- 高坂駅 - 化石と自然の体験館 - 神戸神社前 - 良品計画鳩山センター入口 - 大橋 - 竹本 - 上熊井 - 県立越生高校前 - 山吹大橋北 - 越生駅東口
- 高坂駅 - 上熊井（区間便、途中バス停は同一）

路線概要
鉄道駅がない鳩山町内を通り、町外の高坂駅（西口）- 越生駅間を約35分で結ぶ。高坂駅 - 神戸神社前間が東松山市、良品計画鳩山センター入口 - 上熊井間が鳩山町内、県立越生高校前 - 越生駅東口間が越生町。
高坂駅発は1日12便、越生駅東口発は1日7便が運行されるが、高坂駅発の7便は、上熊井までの区間便である。「大橋」バス停で一般路線のSA01系統（大橋 - 坂戸駅）に乗り換えできる。
鳩山町では、2016年（平成28年）3月に「鳩山町地域公共交通網形成計画」を策定。「鳩山町北部地域活性化基本条例」に基づく地域活性化推進モデル地区の泉井地区・上熊井地区において、町と地域の協働指針「活性化取組方針」を策定し、同方針に基づく事業の一つとして、翌2017年（平成29年）4月1日から鳩山町営路線バスの実証運行を開始。同年10月15日にはダイヤ改正を実施し、バス停留所を東松山市内に追加して同市への乗り入れを開始した。
さらに、2020年（令和2年）1月31日にダイヤ改正を実施し、越生駅東口まで延伸し越生町への乗り入れを開始、高坂駅 - 越生駅間の路線（県立越生高校前、山吹大橋北、越生駅入口、越生駅東口のバス停留所を新設。
2021年（令和3年）10月1日には「上熊井農産物直売所」停留所を新設し時刻表の一部改定を行った。のちに「上熊井農産物直売所」停留所は廃止されている。
運賃はゾーン制運賃を採用し、町内区間（5ゾーン）と町外区間のゾーンに分け、町内区間はゾーン内および隣接ゾーンは180円、それを超えると200円。町外ゾーンの東松山市内（高坂駅方面）は一般路線バスの運賃と同程度、越生町内はときがわ町路線バスと同運賃としている。障害者割引運賃などは川越観光自動車の一般路線に準じる。運賃支払いには一般路線と同様にPASMO・Suicaなど交通系ICカードが利用可能。専用定期券「は～とんプレミアム定期」は鳩山町役場町民健康課のみでの販売（事前申請により鳩山町泉井交流体験エリアでも購入可能）。
車両は、川越観光自動車カラーの中型車（いすゞ・エルガミオ）を使用する。
鳩山町内循環バス
過去には、鳩山町のコミュニティバスとして鳩山町内循環バスが運行されており、「ニュータウンコース」と「ニュータウン・石坂コース」の2コースがあったが、2022年3月31日をもって廃止された。

### 東松山市内循環バス

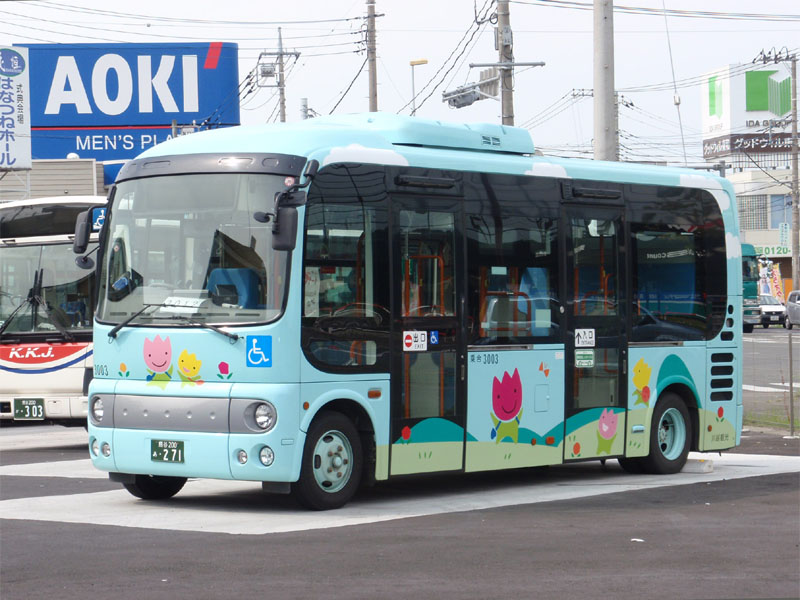
東松山市内循環バスの車両

### 桶川市内循環バス「べにばなGO」

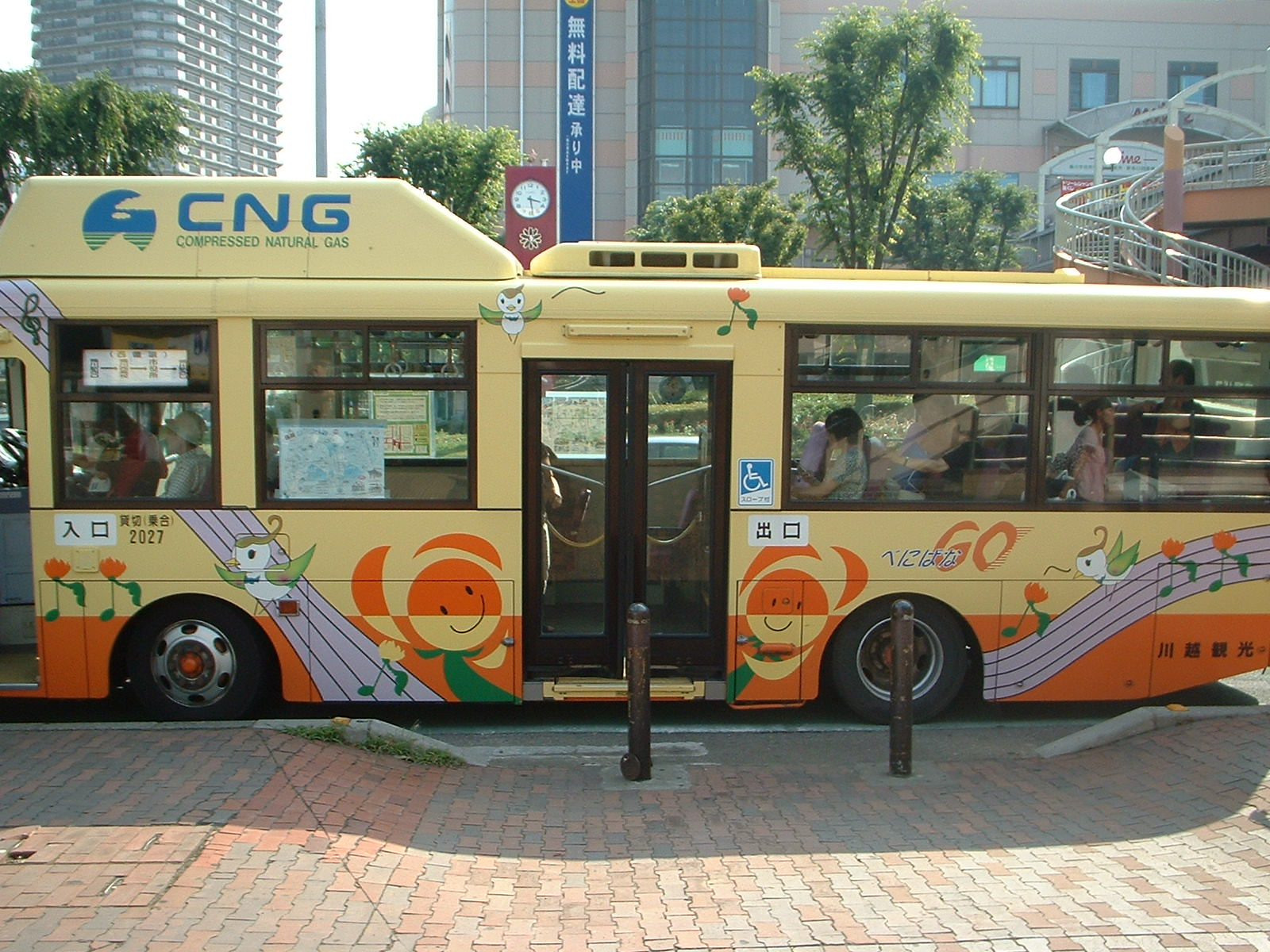
べにばなGOの過去の車両

- 西10：桶川駅西口 - 桶川西高校入口 - いずみの学園前 - 川田谷小学校前 - 桶川駅
- 西11：桶川駅西口 - 桶川西高校入口 - 薬師堂南 - いずみの学園前 - 川田谷小学校前 - 桶川駅

桶川市内循環バス「べにばなGO」のうち、西南方面川田谷・薬師堂地区のルートを担当する（西10と西11はほぼ同じルートで、薬師堂地区内の経由地が異なる）。川越観光自動車の担当路線に限り、PASMO・Suicaなど交通系ICカードが利用可能。

## 臨時路線等
同じ朝日自動車グループの国際十王交通に応援運行・共同運行を行っている。また臨時路線（法的には川越観光自動車の乗合路線として運行）も存在するが、路線図には掲載されていない（ただし、KM-11は「東武グループ国際十王交通」の路線として東松山駅を発着していることだけが表記されているが、これは他のグループ会社路線・大手他社路線と同じ扱いの乗換案内）。

### 国際十王交通路線 応援・共同運行
北側（東松山、森林公園、小川町）で運行エリアが重なる国際十王交通熊谷営業所の路線に対し、高頻度で応援運行を行っており、一部に共同運行もある。

#### 東松山駅 - 上岡 - 熊谷駅方面
- KM-11：東松山駅 - 上岡 - 熊谷駅
- KM-12：冑山 → 上岡 → 熊谷駅（区間運行便）　※ 2024年9月24日時点では川越観光自動車担当便は早朝の冑山始発1本のみ。国際十王交通運行の深夜熊谷駅発もあり（そちらも川越観光自動車で代走する場合あり）。
  - 2024年9月24日付で川越観光自動車が参入し、国際十王交通との共同運行路線となった[4]（なお、#沿革などに記載の通り、両社の路線バス事業前身の東武バス時代は熊谷と森林公園の共管路線だったため、元の形に戻ったとも言える）。
  - しかし、川越観光自動車公式サイトの時刻表や路線図への掲載がなく（しばらくしてから、共同運行開始のお知らせページにのみ、川越観光自動車担当便のマークを付けたポケット時刻表を掲載[23]）、バスロケーションシステムも国際十王交通側に集約（川越観光自動車担当便も国際十王交通運行として表示）されており、運行開始当日も「詳細は国際十王交通へ問い合わせる」よう案内しており[24]、2025年7月20日-22日の熊谷うちわ祭による熊谷市街地経路変更も川越観光自動車のサイト上では一切案内されないなど、基本的に路線運営を国際十王交通に依存している。川越観光自動車担当便は、朝から夕方に2時間1本（平日朝ラッシュのみ1時間に1〜2本）ほど、片道40分超の所要時間を踏まえると、1台（朝ラッシュは2台）程度が川越観光自動車から投入されていることになる。また、ジョルダンの乗換案内など一部の時刻検索サイトで、川越観光自動車運行便の表示を行っている。

#### 国際十王交通 臨時系統
- 熊谷スポーツ文化公園方面路線応援運行
朝日自動車・東武バスウエストと共に路線免許を有する。
  - 直通：熊谷駅 - 熊谷ドーム（正式施設名は彩の国くまがやドーム。国際十王交通の行先表示は「くまがやドーム」、川越観光自動車の行先表示は「熊谷ドーム」。）
  - 直通：熊谷駅 - 熊谷スポーツ文化公園（熊谷ラグビー場）
  - 直通：熊谷駅 - 陸上競技場
- 八木橋百貨店 - 熊谷市営本町駐車場（無料送迎バス）
  - 国際十王交通が受託している、八木橋百貨店（熊谷市）の客向けの百貨店 - 熊谷市営駐車場間の無料送迎バスの応援運行。この運用には、滑川町ふれあいバスにも運用される日野・リエッセ（トップドア車）の0825号車・0827号車、元東松山市内循環バスの3002号車が使用されていた（0825号車・3002号車は除籍済）。

### 臨時路線
- 直通：森林公園駅 - 森林公園中央口
  - 国営武蔵丘陵森林公園での各種夜間開放イベント開催時に、夜間開放時間は中央口以外の出入りはできないため、定期路線のない中央口へ運行しており、のりばのポールには「夜間イベント用」と明記されている[25]。
  - かつて中央口へは国際十王交通熊谷営業所の定期路線（森林公園駅 - 森林公園中央口 - 昭和浄苑線）があったが、廃止後の臨時路線は当社が運行するようになった。

### その他の臨時運行

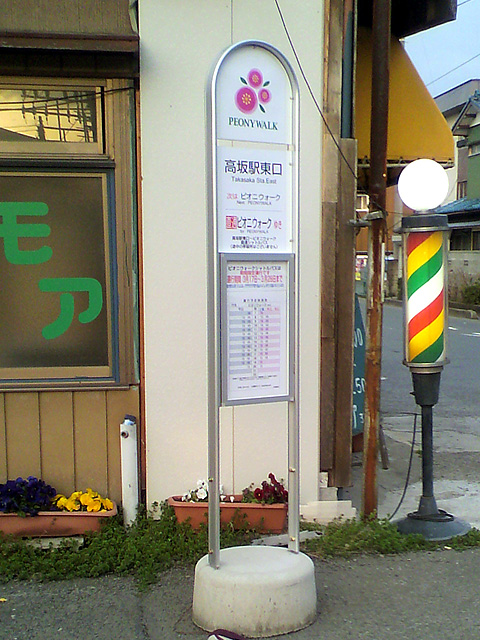
高坂駅東口に設置されたピオニウォークシャトルバス停留所

臨時運行は、川越観光自動車エリアをはじめ、東武グループのバス会社で隣接する東武バスウエストや国際十王交通の運行エリアでも応援車として見られる。
定期的に運行される臨時運行の例は以下の通り。
- 越生町の越生梅林の観梅シーズンには東武バスウエストと共同で、越生駅 - 梅林間の臨時直通便を大型車で運行している。
- 東松山市で開催される日本スリーデーマーチでは、シャトルバスを東武バスウエストと共同で大型車を運行している。
- 小川町の外秩父七峰縦走ハイキング大会開催時には、イーグルバスと共同で小川町駅- 白石車庫間に臨時増発便を運行している。
- 2007年8月以降、国際十王交通が運行している熊谷スポーツ文化公園（熊谷市）関連の臨時バスの応援に大型車数台が回ることが多くなっており、くまがやドーム発着（川越観光の行先表示は“熊谷ドーム”）とラグビー場発着に関しては、川越観光自動車のほか、朝日自動車・東武バスウエストも臨時路線として路線免許を有している。
- 大東文化大学または山村学園短期大学、東京電機大学で日曜・祝日に行われる各種検定試験の際、高坂駅 - 大東文化大学間または高坂駅 - 山村学園短期大学で臨時輸送が行われることがある。これは日曜・祝日に大東文化大学のスクールバスが運行されないこと、路線バスの本数が限られることなどによる。主に、英検試験開催時などに多い。なお、年二回行われる運行管理者試験（貨物）の会場で大東文化大学が会場として使用される際は、トラック協会により他社に貸切輸送を依頼していることが多い。

## 貸切輸送
川越観光自動車においては既に観光バス事業は行っていないが、路線用車両による貸切バスは行っている。
- 本田技研工業小川工場・寄居工場への従業員輸送は、2013年の工場操業開始時からイーグルバスとともに運行開始した。基本的には貸切車で運行するが、便によっては路線車を使用することもある。
- その他、かつては東京電機大学鳩山キャンパスのスクールバス（鳩山町、高坂駅またはスクールバス乗り場発着）、東洋製罐（吉見町、東松山駅及び鴻巣駅発着、2015年3月をもって終了）、ジェービーエス埼玉物流センター（東松山市）の従業員輸送も行っていた。

## 廃止・移管路線

### 移管路線
- 和光市内循環バス
  - 森林公園営業所からの距離の関係で、2003年4月に東武バスウエスト新座営業所へ移管。
- 川本町内循環バス
  - 関東自動車を経て、市町村合併により深谷市コミュニティバス「くるリン」として運行。
- 上尾市内循環バス「ぐるっとくん」
  - 森林公園営業所からの距離の関係で、2006年10月1日に東武バスウエスト上尾営業所へ移管。
- 小02：小川町駅 - 皆谷 - 白石車庫
  - 2007年3月1日にイーグルバス都幾川営業所へ移管（ただし現在も臨時増便時は協力運行する）。

### 廃止路線
- 東毛呂01：東毛呂駅 - 鎌北湖
  - 季節運行の臨時路線で、東武バスから移管後に運行されたかは不明。現在の埼玉医科大線はこの路線をベースにしたものと思われる。
- 東毛呂駅 - ガーデンシティ目白台 - 東毛呂駅（ガーデンシティ目白台循環）
  - 1997年8月9日に東武バス坂戸出張所の路線として開設された路線で、当時の系統番号は「東毛呂02」。1999年9月11日に川越観光自動車東松山営業所に移管され、2008年4月30日をもって廃止。当初は小型バス（日野・リエッセ）を使用していたが、森林公園営業所へ移転以降は小型車は除籍となったため中型路線車が使用されていた。岩井総庭を経由する系統と町役場を経由する系統が運行されていた。途中の西戸停留所の近くにはバス折返場があり、一部の便はここで折り返していた[26]。
- 森01：森林公園駅北口 - なめがわ温泉花和楽の湯 - 森林公園南口
  - かつての森01系統である現在のSN01は直通便のみだが、2011年2月11日より一部便がなめがわ森林スパ経由となった（同年9月10日よりなめがわ温泉花和楽の湯に名称変更）。なめがわ温泉花和楽の湯が、再開時期未定のまま長期間休業したことから[27]、明確な案内は無いが、2020年12月1日のダイヤ改正でなめがわ温泉経由便は0本となり、路線図からも削除された。その後、同施設は別の経営母体が取得し、2022年秋に「テルマー湯滑川店」として再開業したが、2023年になっても経由便は復活していない。
- KI-03：北本駅東口→ワコーレ北本→赤堀二丁目（桶川工業団地循環の赤堀二丁目止まり）
  - 廃止時期不明。
- KI-12：北本駅西口 - 石戸宿 - 北里大学メディカルセンター
  - 2025年3月31日廃止[15]。
- 北本駅 - 衛生研究所 - 荒川荘方面
  - KI-31：北本駅西口 - 衛生研究所・健康づくり事業団前 - 荒川荘
  - KI-32：北本駅西口 - 衛生研究所・健康づくり事業団前
  - KI-33：北本駅西口 → 衛生研究所

KI-33は2022年12月5日ダイヤ改正で廃止、残りの2系統は2025年3月30日廃止[5]。
KI-31・32の衛生研究所・健康づくり事業団前は、県道上の衛生研究所の門の前を発着するのに対し、KI-33は、研究所行きのみで、敷地内に乗り入れ、本館と高度研究棟の間を降車地としていた。
埼玉県衛生研究所の移転に合わせ、2014年3月20日に平日のみの路線として開設された。2019年4月1日ダイヤ改正から、系統番号をKI-31・KI-32・KI-33系統に設定。2022年12月5日ダイヤ改正から、KI-33を廃止すると共に、KI-31・32の本数も大幅削減。
利用者減、2024年働き方改革、運転手不足等に伴い路線維持が難しくなったため、2024年9月24日の改正で、それまでの運行便（平日）を全て廃止した上で、新たに土休日夜間に、KI-31荒川荘→北本駅、折り返しKI-32北本駅→衛生研究所1本ずつだけ運行していた[3]。
- TU ： 鶴ヶ島駅西口 - (途中バス停は駅発乗車のみ／学園発降車のみ) - 西武文理学園
  - 元は東武バス坂戸出張所の路線で、東武バス時代の系統番号は「鶴ヶ島02」。1998年4月に川越観光自動車川越営業所への移管と同時にスクールバス化（貸切）。2015年4月1日より一般路線化（通学バス）。途中バス停は、川鶴東・近隣センター・的場で、西武文理学園行きは途中バス停では乗車のみ、鶴ヶ島駅行きは途中バス停では降車のみの扱いで、事実上は西武文理学園で乗降する場合のみ利用可能な路線で、学園側の案内ではスクールバスの一つとして扱っていた[28]。
  - 2025年3月31日をもって廃止[29]。

## 車両
大型車は以下の路線で使用され、これ以外の路線は基本的に中型車での運用となる。なお「一部の便」の路線は大型車と中型車の混用であり、大型車の運用がない事もある。TA01系統は長らく平日は大型車限定の運用がなされていたが、2024年3月24日ダイヤ改正から一部に中型車が入るようになっている。
平日ダイヤ
- 高01系統：高坂駅 - 鳩山ニュータウン（一部を除く）
- 東松02系統：東松山駅 - 鴻巣駅 - 免許センター （一部の便）

休日ダイヤ
- 高01系統：高坂駅 - 鳩山ニュータウン（一部を除く）
- 東松02系統：東松山駅 - 鴻巣駅 - 免許センター（一部の便）
- 森01系統：森林公園駅 - 森林公園駅南口（一部の便）
- 越生駅 - 黒山 （一部の便）

## 東武バス森林公園出張所
東武バス森林公園出張所は、車庫が飽和状態だった川越営業所東松山出張所に、小規模だった熊谷営業所小川町出張所を統廃合するにあたり、両出張所を統合して1997年4月1日に森林公園駅前に新たに設置された東武鉄道バス事業本部（分社化前の東武バス）としては最後に新設された営業所である。当初は熊谷営業所傘下であったが、熊谷営業所が国際ハイヤー（現：国際十王交通）へ移管されたことに伴い、2001年4月1日付で川越営業所傘下に組織変更された。また出張所であるが所属台数などの規模は熊谷や川越営業所と同規模といえるほど大きく、路線図や時刻表連絡先も森林公園出張所では独自のものが使用されているなど独立色が強かったのも特徴である。
東武バスの分社化に合わせて2002年3月31日付で閉所、翌日をもって川越観光自動車に移管され、東武バスの営業所としてはわずか5年間で幕を下ろした。

### 開設時の管轄路線
| 系統番号               | 路線名 | 東武バス森林公園出張所時代の動き                                                          |                                                  |
| 元東松山出張所担当路線 | 元東松山出張所担当路線 | 元東松山出張所担当路線                                                                    |                                                  |
| ---------------------- | --- | ----------------------------------------------------------------------------------------- | ------------------------------------------------ |
| 東松02                 | 東松山駅 - 鴻巣駅 - 免許センター | 2002年4月1日：川越観光自動車森林公園営業所に移管。                                        |                                                  |
| 東松02                 | 東松山駅 - 久保田 - 比企吉見農協 | 2002年4月1日：川越観光自動車森林公園営業所に移管。                                        |                                                  |
| 東松07                 | 東松山駅 - マイタウン循環 - 東松山駅 | 2002年4月1日：川越観光自動車森林公園営業所に移管。                                        |                                                  |
| 東松09                 | 東松山駅 - 高坂駅 - 鳩山ニュータウン | 2002年4月1日：東武バスウエスト川越営業事務所に移管。（ただし東松山駅 - 高坂駅の区間のみ） |                                                  |
| 東松10                 | 東松山駅 - パークタウン五領 | 2002年4月1日：川越観光自動車森林公園営業所に移管。                                        |                                                  |
| 高01                   | 高坂駅 - 大東文化大学 - 鳩山ニュータウン | 2002年4月1日：川越観光自動車森林公園営業所に移管。                                        |                                                  |
| 高01                   | 高坂駅 - 鳩山高校 - 鳩山ニュータウン | 2002年4月1日：川越観光自動車森林公園営業所に移管。                                        |                                                  |
| 高02                   | 高坂駅 - 高坂ニュータウン循環 - 高坂駅 | 2002年4月1日：川越観光自動車森林公園営業所に移管。                                        |                                                  |
| 高02                   | 高坂駅 - 高坂ニュータウン - なつめ公園 | 2002年4月1日：川越観光自動車森林公園営業所に移管。                                        |                                                  |
| 高02                   | 1998年になつめ公園から東京電機大学に延長され、なつめ公園折返場は廃止された。同時に従来のルートは「桜山台経由」となり新たに短絡ルートの「松風台経由」が新設され本数の半分が松風台経由となるが、その後のダイヤ改正ごとに桜山台経由に戻された。            |                                                                                           |                                                  |
| 鴻05                   | 鴻巣駅 - 農大三高 | 2001年3月31日：廃止。廃止後は特定輸送として他社運行となった。                             |                                                  |
| 東松04                 | 東松山駅 - 農大三高 | 2001年3月31日：廃止。廃止後は特定輸送として他社運行となった。                             |                                                  |
| 元小川町出張所担当路線 | |                                                                                           |                                                  |
| 小02                   | 小川町駅 - 皆谷 - 白石車庫 | 2002年4月1日：川越観光自動車森林公園営業所に移管                                          | 2002年4月1日：川越観光自動車森林公園営業所に移管 |
| 小02                   | 小川町駅 - 皆谷 | 2002年4月1日：川越観光自動車森林公園営業所に移管                                          | 2002年4月1日：川越観光自動車森林公園営業所に移管 |
| 小02                   | 1997年より平日は中型車のみによる運行となった。 |                                                                                           |                                                  |
| 小03                   | 小川町駅 - みどりが丘循環 - 小川町駅 | 2002年4月1日：川越観光自動車森林公園営業所に移管。                                        |                                                  |
| 小03                   | 1997年より中型車のみによる運行となった。 |                                                                                           |                                                  |
| 小07                   | 小川町駅 - 小川パークヒル | 2002年4月1日：川越観光自動車森林公園営業所に移管。                                        |                                                  |
| 元熊谷営業所担当路線   | |                                                                                           |                                                  |
| 森01                   | 森林公園駅 - 森林公園南口 | 2002年4月1日：川越観光自動車森林公園営業所に移管。                                        |                                                  |
| 森01                   | 元小川町出張所の路線のうち「小01：小川町駅 - 熊谷駅線」は森林公園出張所開設時に「森01：森林公園駅 - 森林公園駅南口線」との路線交換で熊谷営業所に移管された。                                                                                            |                                                                                           |                                                  |
| 共同管理路線           | |                                                                                           |                                                  |
| 東松01                 | 東松山駅 - 上岡 - 熊谷駅 | 2001年4月1日：国際ハイヤー熊谷営業所に移管。                                              |                                                  |
| 東松01                 | 路線自体は熊谷営業所の管轄となる。東松山出張所時代は1台のみ運用であったが、森林公園出張所開設時に小01系統の熊谷営業所への移管に合わせ、森01系統の路線交換とともにその余剰分は東松01の森林公園出張所担当分が1台増車となることで消化され2台体制となった。 |                                                                                           |                                                  |
| 鴻01                   | 鴻巣駅 - 免許センター | 2000年4月1日：朝日バス加須営業所に移管。                                                  |                                                  |
| 鴻01                   | 川越営業所、加須営業所（2000年3月31日まで）との共同運行。 |                                                                                           |                                                  |

### 所属車両
開所時には45台程度、閉所時には38台が在籍していた。
東松山出張所は日野車所属であったが、小川町出張所はいすゞ車配置であり、森林公園出張所開設時には日野車9割・いすゞ車1割の構成になったが1999年までに日野車に統一されたため、熊谷営業所傘下でありながら異例の日野車が所属する営業所となったが、2001年に川越営業所傘下への組織変更で解決された。なお、いすゞ車の転出先は6971・6980・2021・2141が熊谷、2045が行田である。
また、浅い歴史でありながら頻繁に管轄が変わったため東松山出張所時代を含め、所属車は所沢ナンバーと熊谷ナンバーを何度も交換してきており、新製配置された生え抜きの車両でありながら新しいナンバーだったりとした。
なお、熊谷営業所傘下時代には本所・出張所のなかで唯一、ほぼ毎年新車が投入されていた。

### 川越観光自動車への移管
東武バスの子会社化決定時には、東武鉄道の公式サイトによれば森林公園出張所は東武バスウエスト株式会社になることになっていたが、希望退職者増大による乗務員の不足から2002年に朝日自動車へ移管された菖蒲出張所とともに森林公園出張所も川越観光自動車へ急遽移管された。そのため高01（高坂駅 - 鳩山ニュータウン線）は当初2001年度にノンステップバスが運行開始されることになっていたが中止となり川越観光自動車への移管後の運行開始となった。移管準備期間が少なかったのと森林公園出張所は末期には他の営業所から比較的高年式のバスが集結していたこともあり、所属していた車両のうち中型車を除く比較的新しい車両は移管前日の夜に川越・新座・大宮・天沼・岩槻・上尾をはじめとする各地の東武バス営業所に一斉に転属するという、かつてない規模の入れ替えとなった。

### その他
森林公園出張所の東側には、将来の拡張用地と思われる未舗装の砂利敷きの土地があり、当時は除籍されナンバーを切られた車両が一旦ここに集められて中古車業者などに引き渡されていた。現在は川越観光自動車の従業員駐車場や予備車置き場として使われている。また現在は、東武バスウエスト上尾営業所に各所からの廃車体が集められている。